# Western Symphony
Western Symphony est un ballet créé en 1954 par George Balanchine, cofondateur et chorégraphe du New York City Ballet, sur des airs folkloriques américains arrangés par Hershy Kay. Situé dans l'Ouest américain, il met en scène des cow-boys et des danseuses de saloon.
Derrière une apparence légère, ce ballet techniquement exigeant permet au chorégraphe russe d'exprimer sa vision de l'histoire de la danse classique et sa fascination pour l'Amérique.

## Analyse

### Finalités
George Balanchine est fasciné par l'Ouest américain. Il explique : « Mon idée était de faire une œuvre formelle qui tirerait sa saveur de l'Ouest américain informel, un ballet qui évoluerait dans le cadre de la danse classique, mais dans une nouvelle atmosphère... Je voulais faire un ballet sans histoire dans une Amérique typique ».
Western Symphony a des airs de satire comique du ballet classique, avec des imitations de Giselle et du Lac des cygnes au deuxième mouvement et une chorégraphie particulièrement humoristique au quatrième mouvement, mais est d'une grande technicité,, associant danse classique et danse folklorique américaine. George Balanchine veut montrer que la danse classique permet de décrire n'importe quel lieu à n'importe quelle période, mais aussi « une longue généalogie du classicisme occidental qui, au vingtième siècle, se pose en Amérique ».

### Structure
D'une durée totale d'environ 28 minutes, Western Symphony mobilise 36 danseurs. Le ballet ne suit pas d'intrigue mais présente plusieurs histoires courtes, selon le même principe que Sérénade, autre ballet de Balanchine créé en 1934. Il comporte à sa création quatre mouvements. Le premier, Allegro, met en scène quatre cow-boys, huit danseuses de saloon (réparties en deux groupes égaux), et un duo. Le deuxième, Adagio (Waltz), rassemble un duo et quatre danseuses personnifiant des chevaux. L'action nocturne montre le cow-boy poursuivre une danseuse de ses assiduités, laquelle après quelques badinages, finit par lui échapper. Le mouvement suivant, Scherzo, est retiré du ballet vers 1960 en raison de sa complexité technique. Enfin, Rondo est mené par un duo et rassemble toute la troupe pour le finale.

### Musique
Hershy Kay adapte et arrange de façon symphonique des mélodies traditionnelles de l'Ouest américain : Red River Valley, Lolly-Too-Dum, Old Taylor, Good Night, Ladies, Rye Whiskey, Oh, Dem Golden Slippers, The Girl I Left Behind Me. Les mouvements de Western Symphony ne sont pas vraiment fidèles à leurs titres. Le premier, Allegro comporte une longue section de pas de deux adagio et, comme l'Adagio, la valse s'accélère pour atteindre un tempo vif.
En 1959, KAPP Record produit un disque du New York City Ballet Orchestra, dirigé par Robert Irving. La première face reprend Stars and Stripes et la seconde Western Symphony.

## Création
La première a lieu le 7 septembre 1954 au New York City Center of Music and Drama à New York. Western Symphony est présenté en tenue de répétition, sans décor, par manque de temps pour les réaliser. Les éclairages sont assurés par Jean Rosenthal.
Les décors de John Boyt et les costumes de  Barbara Karinska sont ajoutés en 1955. Les danseurs portent des chapeaux, des bottes, des foulards, des vestes et des pantalons de cow-boy, les tenues des danseuses s'apparentent à des « froufrous de bordel » selon une critique du New York Times datant de 1981.
| Section                  | Danseurs                                                                    |
| ------------------------ | --------------------------------------------------------------------------- |
| 1er mouvement : Allegro  | Diana Adams et huit danseuses Herbert Bliss et quatre danseurs              |
| 2ème mouvement : Adagio  | Janet Reed et quatre danseuses Nicholas Magallanes                          |
| 3ème mouvement : Scherzo | Patricia Wilde (en) et quatre danseuses André Eglevski                      |

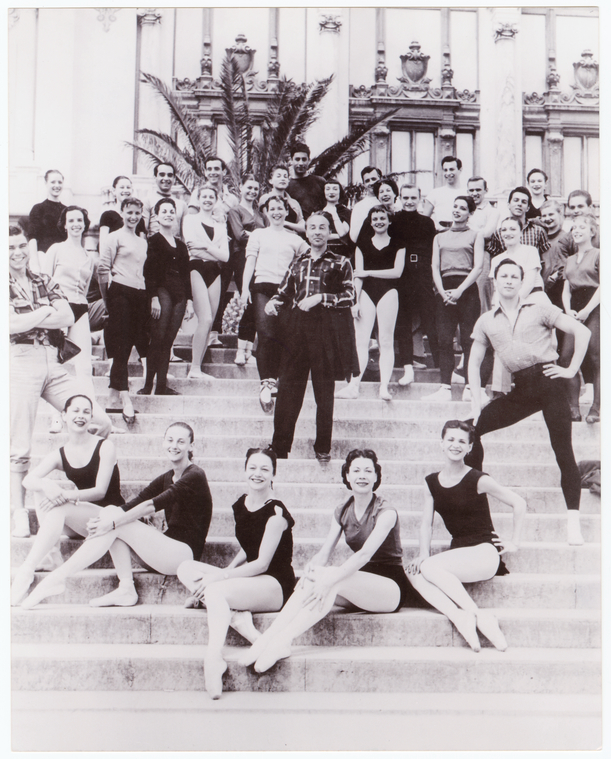
George Balanchine entouré des danseurs du New York City Ballet (1955).

| 4ème mouvement : Rondo   | Tanaquil Le Clercq et quatre danseuses Jacques d'Amboise et quatre danseurs |

## Diffusions
Western Symphony est diffusé à la télévision en Australie (4ème mouvement, 1958), en France (FR3, Balanchine à Arc et Senans, 1977), aux États-Unis sur PBS (1984, 1990, 1993) et au Royaume-Uni (BBC 2, 1993).
Le ballet donne lieu à un film en 1955, réalisé par Monitor Productions et est visible dans deux documentaires consacrés à George Balanchine : The Balanchine Celebration, Part Two de la Balanchine Library en 1996 et  Balanchine de Kultur en 2004.